# 朴性宇
朴 性宇（パク・ソンウ、朝鮮語: 박성우、1909年4月15日または1914年 - 1954年2月4日?）は、大韓民国の公務員、政治家。第2代韓国国会議員。
本貫は尚州朴氏（商山朴氏）。字は文汝、号は然悟、初名は浚栄。

## 経歴
慶北尚州出身。尚州公立農蚕学校（後の尚州大学校）卒。尚州郡公務員、建国準備委員会委員、尚州労農部長、大韓蚕糸会中央委員、大韓農民会中央委員、第2代国会議員を務めた。朝鮮戦争の際、漢江の橋が切断され龍山区の親戚の家から南へ避難できず北朝鮮に拉致された。公式記録上は1954年没だが、大韓赤十字社の情報によると1950年代半ばにも活動した形跡がある。墓地は平壌郊外の在北人士の墓にある。